# Damvix
Damvix là một xã ở tỉnh Vendée trong vùng Pays de la Loire, Pháp. Xã này có diện tích 11,66 km², dân số năm 2006 là 747 người. Xã này nằm ở khu vực có độ cao trung bình 4 mét trên mực nước biển.

## Biến động dân số
| Năm | 1962 | 1968 | 1975 | 1982 | 1990 | 1999 | 2006 |
| --- | ---- | ---- | ---- | ---- | ---- | ---- | ---- |
| Dân số | 760  | 828  | 757  | 695  | 673  | 705  | 747  |
| From the year 1962 on: No double counting—residents of multiple communes (e.g. students and military personnel) are counted only once. |      |      |      |      |      |      |      |